# Golpe de Wuhan
El golpe de Wuhan fue un cambio político ocurrido el 15 de julio de 1927 llevado a cabo por Wang Jingwei contra Chiang Kai-shek, su rival en el Kuomintang (KMT) basado en Shanghái.
La facción de Wang del KMT, que apoyaba la cooperación con el Partido Comunista de China, había establecido la capital en Wuhan a principios de 1927. El gobierno nacional de Wuhan tuvo la oposición del Gobierno Nacional de Chiang, establecido en Nankín, una división conocida como la Separación de Ninghan. Tras el incidente del 12 de abril de ese año, el gobierno de Wang rompió con los comunistas y buscó la alianza con Chiang. Los sindicatos, las asociaciones de campesinos y otras organizaciones revolucionarias fueron prohibidas, y llevó a término una masacre de comunistas y otros revolucionarios.
En 1960, Zhou Enlai describió el golpe como el comienzo de la segunda etapa de la historia del Partido Comunista, marcando la ruptura con el «capitulacionismo» de Chen Duxiu.
Los sucesos de Wuhan fueron un antecedente de la Rebelión de Nanchang de agosto de 1927.